# 퀘이커 오츠

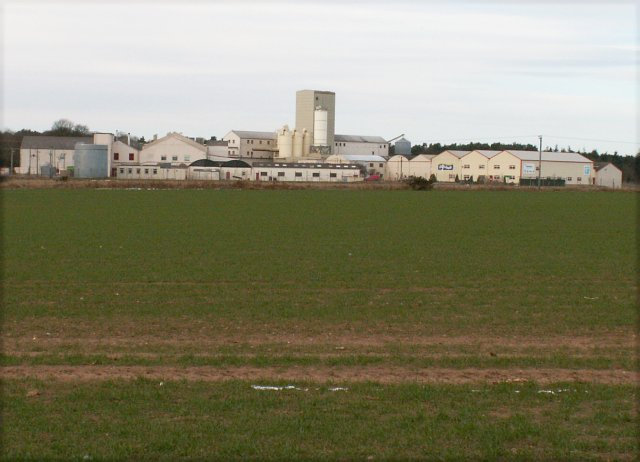

퀘이커 오츠(영어: Quaker Oats Company 또는 Qaker)는 미국에 본사가 있는 식품 회사이다. 1877년에 오하이오주에서 처음 설립되었으며, 현재는 펩시코에서 2001년부터 인수 인계하여 영업하고 있다.
주로 시리얼이나 오트밀 등을 생산하고 있으며, 하위 브랜드로 게토레이가 있다.